# トリコモナス類
トリコモナス類（トリコモナスるい、Trichomonadea; Trichomonadida）は嫌気性で通常4～6本の鞭毛を持つ単細胞原生生物の一群である。多くは動物の寄生虫ないし共生体である。骨膜鞭毛虫とも呼ばれ、トリコモナス Trichomonas などが含まれる。
現在の分類では、トリコモナス綱 Trichomonadea の中に、トリコモナス目 Trichomonadida と Honigbergiellida が含まれる（属数・種数的に大半はトリコモナス目）。
かつては形質にもとづき定義され、Trichomonadea もしくは Trichomonadida には、ヒストモナス Histomonas・二核アメーバ Dientamoeba など、（同じパラバサリアではあるが）系統的に離れた群が含まれていた。しかしそれらは、ヒポトリコモナス綱 Hypotrichomonadea・トリトリコモナス綱 Tritrichomonadea・クリスタモナス綱 Cristamonadea（一部）に分離された。

## 特徴
典型的には細胞の頂端から4～6本の鞭毛が生えており、そのうち1本は後曳鞭毛 (recurrent flagellum) となって波動膜 (undulating membrane) をともなう。
トリコモナス目は、波動膜の下に、基条 (costa、コスタ) という繊維状の支持構造がある。ただし、トリコモナス綱に含まれる Honigbergiellida には基条はない。これらに対し、旧トリコモナス類のうちトリコモナス綱から分離されたグループは、やはり基条を持つが、トリコモナス目のB型 (B-type) に対し、いずれもA型 (A-type) である。
通常は軸桿 (axostyle) や副基体 (parabasal body) を備える。「トリコモナス型軸桿 (Trichomonas type)」は、旧トリコモナス類の大半に共通している。それに対し、トリトリコモナス綱の一部は例外的に構造が単純化しており、ヒストモナスには鞭毛1本と縮退した軸桿「トリトリコモナス型軸桿 (Tritrichomonas type)」しかなく、二核アメーバに至っては鞭毛も基底小体も軸桿もない。
栄養は貪食や飲作用により摂取するが、とくに決まった細胞口はない。
トリコモナス類は特徴的な縦二分裂によって増殖し、比較的短い時間で多数の栄養体を生じる。シストを形成することがなく、そのため寄生部位が直接接触することで次の宿主へと伝播する。

## 分類

### 現在のトリコモナス類
- パラバサリア Parabasalia
  - トリコモナス綱 Trichomonadea
    - トリコモナス目 Trichomonadida
      - トリコモナス科 Trichomonadidae - Cochlosoma、Lacusteria、Pentatrichomonas、Pentatrichomonoides、Pseudotrypanosoma、Tetratrichomonas、Trichomitopsis、トリコモナス Trichomonas。
      - 科未定 incertae sedis - Pseudotrichomonas

    - Honigbergiellida
      - Hexamastigidae - Hexamastix。
      - Honigbergiellidae - Ditrichomonas、Honigbergiella、Monotrichomonas。

  - ヒポトリコモナス綱 Hypotrichomonadea - 旧トリコモナス類の一部。
  - トリトリコモナス綱 Tritrichomonadea - 旧トリコモナス類の一部。二核アメーバ Dientamoeba、ヒストモナス Histomonas など。
  - クリスタモナス綱 Cristamonadea - 旧トリコモナス類の一部を含む。
  - トリコニンファ綱 Trichonymphea
  - スピロトリコニンファ綱 Spirotrichonymphea

### 分類史
古典的には鞭毛虫亜門・無色鞭毛虫綱に所属させていたが、現在は分子系統に基づきエクスカバータの中でパラバサリアに所属させる。パラバサリアは副基体という細胞構造で特徴づけられ、分子系統解析でも支持される分類群であるが、その内部の分類体系は2000年代まで系統をあまり反映していなかった。
分子系統では超鞭毛虫と（旧）トリコモナス類のどちらが祖先的か判然としないが、進化史的には、パラバサリアの中では比較的単純なトリコモナス類が祖先的で、ここから複雑な超鞭毛虫類が複数回独立に進化したと考えられている。
かつてのトリコモナス類は、4科に分類されていたが、そのうちデベスコビナ科 Devescovinidae・カロニンファ科 Calonymphidaeは、一部の超鞭毛虫類との類縁性が指摘されて、新しく設立されたクリスタモナス目 Cristamonadida に移された。
トリコモナス類の残りは、波動膜とそれを支持する基条に着目して以下の2科に分類されていた。しかし分子系統解析ではその両方が入り乱れる結果となっており、この2科の区別はまったく人為的なものにすぎなかった。モノセルコモナス科は、一部がトリコモナス科に統合され、残りはヒポトリコモナス綱とトリトリコモナス綱の各科に分割された。
トリコモナス科 Trichomonadidae
波動膜・基条がある。トリコモナスなど。
モノセルコモナス科 Monocercomonadidae
波動膜はないかあっても目立たず、基条がない。ヒストモナス・二核アメーバなど。